# Remedy (The Black Crowes)
Remedy is een nummer van de Amerikaanse rockband The Black Crowes uit 1992. Het is de eerste single van hun tweede studioalbum The Southern Harmony and Musical Companion.
Het nummer werd een bescheiden hit in de Verenigde Staten, het Verenigd Koninkrijk, Zwitserland, Oceanië, Noorwegen en Nederland. In de Amerikaanse Billboard Hot 100 haalde het de 8e positie. In Nederland haalde het in 1992 de 3e positie in de Tipparade. In 1993 werd het nummer opnieuw uitgebracht, en toen haalde het de 24e positie in de Nederlandse Top 40.

## NPO Radio 2 Top 2000
| Nummer met noteringen in de NPO Radio 2 Top 2000 | '14  | '15  | '16  | '17 | '18  | '19  | '20  | '21  | '22  | '23  | '24  |
| ------------------------------------------------ | ---- | ---- | ---- | --- | ---- | ---- | ---- | ---- | ---- | ---- | ---- |
| Remedy                                           | 1094 | 1157 | 1110 | 997 | 1317 | 1334 | 1156 | 1312 | 1426 | 1602 | 1719 |

1. ↑  Een vetgedrukt getal geeft de hoogste notering aan.
2. ↑  2014 was het eerste jaar met een notering voor dit nummer.